# Jofroi (chanteur)
Pour les articles homonymes, voir Jofroi.
Jofroi, né le 8 mai 1949 à Ath (Belgique), est un auteur-compositeur-interprète belge francophone. Il s'adresse à un public adulte et a également un répertoire pour enfants. Jofroi vit actuellement dans le sud de la France, dans un petit hameau entre Gard et Ardèche.

## Biographie
Au début des années 1970, il s'installe à Champs la Rivière, petit village des Ardennes belges, et commence à chanter, dans le sillon d'un Julos Beaucarne. Apprécié des jeunes, il devient porte-parole d'une génération préoccupée par l'écologie et par ce que Pierre Rabhi appelle aujourd'hui la sobriété heureuse. Sa chanson Si ce n'était manque d'amour est régulièrement diffusée sur les ondes de la RTBF. Claude Villers choisit L'été la France comme chanson mascotte de son émission Marche ou rêve.
En collaboration avec Bernard Gillain, il crée le festival de Champs dans les Ardennes belges, qui deviendra par la suite Le temps des cerises.
Il rencontre également Félix Leclerc qui le recommande à Pierre Jobin, son agent québécois. La porte s'ouvre ainsi également au Québec.
Ses chansons l'emmènent un peu partout dans la francophonie et les albums se succèdent ; il en enregistre dix-sept personnels dont sept contes musicaux jeune public. Notons également les compilations Survol 1,2, 3 et Les plus belles chansons de Jofroi pour les enfants. Il collabore à de nombreux disques collectifs (La fête à un foyan, Survivre à Couvin, Chaises musicales, Chanson et Utopie…) et participe à plusieurs aventures communes sur scène dont le Brel en mille temps d'Albert-André Lheureux, avec Maurane et Philippe Lafontaine, et le Laissez-vous Béranger avec Michel Bühler, Marie Tout Court et Thomas Pitiot accompagnés par les musiciens de François Béranger.
Avec une constante dans toute sa discographie, du Manque d’amour à En l’an deux mille l’humanité, Jofroi place l’homme et la planète au cœur de toutes ses interrogations, mais prône une seule issue : l’utopie. La presse salue sa plume, sa voix, sa présence.
Ses pas le mènent à travers toute la francophonie et ses contes et ses chansons volent ici et là, des vieilles montagnes ardennaises aux plus hautes Cévennes, des bords de Meuse ou du Doubs aux rives du St Laurent ou de la Volga, des côtes bretonnes à la Mer du Nord ou l’Océan indien.
C'est Line Adam qui signe les orchestrations de tous ses albums depuis 2000 et qui l'accompagne sur scène.
Il est à l'origine du festival Chansons de Parole de Barjac dont on a fêté la vingtième édition en 2015.
Il a également publié aux Éditions du Soleil, un livre reprenant tous les textes de ses chansons, les contes musicaux, des anecdotes, photos et dessins.

## Discographie

### Chansons pour adultes
- 1970 - Petit Roy (4 titres)
- 1973 - Jofroi et les Coulonneux : Changer de pays…
- 1976 - Champs 75 : la fête à un foyan
- 1977 - Si ce n'était manque d'amour
- 1978 - Survivre à Couvin (1 titre sur 13)
- 1978 - L'odeur de la terre
- 1981 - Mario si tu passes la mer
- 1981 - L'amour est difficile à dire
- 1983 - J'ai le moral
- 1989 - Survol 1 (compilation)
- 1991 - La robe rouge
- 1999 - En l'an deux mille, l'humanité
- 2004 - Marcher sur un fil
- 2006 - Survol 2 et Survol 3 (compilations)
- 2007 - Duo (CD live, avec Line Adam)
- 2011 - Cabiac sur terre
- 2012 - Chanteurs indignés (6 titres)
- 2018 - Habiter la terre
- 2020 - Faut bâtir une terre - l'intégrale des chansons de 1975 à 2020
- 2022 - Et ton rire un oiseau…

### Chansons pour la jeunesse
- 1983 - Les aventures du petit sachem - conte musical
- 1985 - Le rêve d'Antonin - conte musical
- 1986 - Serge Prokofiev : Pierre et le loup, récitant : Jofroi
- 1987 - Wallonie Bruxelles au Printemps de Bourges 87
- 1989 - Grenadine blues - conte musical
- 1994 - Le jour où les poules auront des dents - conte musical
- 1995 - Chaises musicales
- 1997 - Marchand d'histoires - conte musical
- 1998 - Histoires à dormir debout (double CD) - conte musical
- 1999 - Les plus belles chansons de Jofroi pour les petits
- 2002 - L'homme au parapluie - conte musical
- 2009 - Bienvenue sur la Terre
- 2009 - Les plus belles chansons de Jofroi pour les enfants (volume 1)
- 2010 - Les plus belles chansons de Jofroi pour les enfants (volume 2)